# Tú perdonas... yo no
Tú perdonas... yo no es una película de Giuseppe Colizzi del año 1967, protagonizada por Terence Hill y Bud Spencer, y perteneciente al subgénero del spaghetti western. Fue rodada en Tabernas, de la provincia de Almería (España). Fue la primera película que protagonizaron Terence Hill y Bud Spencer, una de las parejas cinematográficas más populares.

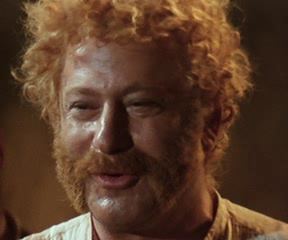
El actor estadounidense Frank Wolff (1928 - 1971) en un fotograma de la película.

## Argumento
Dos compinches buscan a un hombre llamado "Bill San Antonio". Es un pistolero y ladrón, al que todos creían muerto desde hace tiempo. Lo hacen, porque es el culpable de haber asesinado a un juez y a todos los pasajeros del tren, en el que venía para robar 300 000 dólares que había en el y no dejar ningún testigo de lo ocurrido. También lo hacen, porque era amigo suyo y  porque fingió su muerte también hacia ellos de forma cruel y criminal.
Sin embargo uno de ellos, Cat Stevens, también lo busca para vengarse de él, porque, al fingir su muerte,hizo creer a todos, que además había robado dinero suyo, por lo que muchos intentaron matarlo para obtenerlo, dinero que él se llevó como parte de su plan de fingir su muerte y luego continuar más tarde con sus fechorías de una forma más segura.

## Reparto
- Terence Hill: Cat Stevens.
- Bud Spencer: Hutch Bessy.
- Frank Wolff: Bill San Antonio.
- Gina Rovere: Rose.
- José Manuel Martín: Bud.
- Tito García: Tam-Tam.

## Consecuencias
Esta fue la primera vez que esta pareja de actores (Terence Hill y Bud Spencer) trabajaron juntos, y desde aquí labraron una gran amistad que tuvo como lugar otros filmes exitosos, llenos de mamporros y carcajadas.